# 메타수학
메타수학은 수학적 방법을 사용하여 수학 자체를 연구한다. 이 연구는 다른 수학적 이론에 대한 수학적 이론인 메타이론을 생산한다. 메타수학(그리고 아마도 용어 자체의 생성)에 대한 강조는 20세기 초반에 수학기초론을 확보하려는 할베르트 프로그램에 기인한다. 메타수학은 수학과 논리학에 대한 매우 다양한 기초 문제를 조사하기 위한 엄격한 수학적 기술"을 제공한다. 메타수학의 중요한 특징은 시스템 내부와 시스템 외부의 추론을 구별하는 데 중점을 둔다는 것이다. 이에 대한 비공식적인 예는 명제 "2+2=4"를 수학에 속하는 것으로 분류하고 명제 "'2+2=4'는 유효한다"를 메타수학에 속하는 것으로 분류하는 것이다.
수학 자체 에 대한 메타수학적 메타 정리는 원래 19세기 의 일반적인 정리와 차별화하여 당시 수학의 근본적인 위기라고 불렸던 것에 초점을 맞춘 것이다.
메타수학은 수리 논리학과 밀접하게 연결되어 있어 19세기 후반과 20세기 초반에 두 분야의 초기 역사가 크게 겹친다. 최근에는 집합론, 범주론, 계산 가능성 이론, 순수 모형 이론과 같이 메타수학과 직접적인 관련이 없는 새로운 순수수학의 연구를 수학적 논리학에 포함시키는 경우가 많다.
진지한 메타수학적 성찰은 고틀로프 프레게의 작업으로 시작되었다.
다비트 힐베르트는 20세기 초에 규칙적으로 "메타수학"이라는 용어를 처음 사용했다. (힐베르트 프로그램 참조) 그것은 유한한 방법이 다양한 공리화된 수학 정리를 연구하는 데 사용되는 현대 증명 이론과 유사한 것을 의미했다.

## 같이 보기
- 메타
- 메타논리학
- 모형 이론
- 수리철학
- 증명 이론